# إدواردو باراغان
إدواردو باراغان (بالإسبانية: Eduardo Barragán)‏ (مواليد 1 يوليو 1951) هو ملاكم كولومبي، مثّل بلاده في الألعاب الأولمبية الصيفية 1972.

## روابط خارجية
إدواردو باراغان على موقع أوليمبيديا (الإنجليزية)